# Prix Joseph Lafosse
Prix Joseph Lafosse är ett montélopp för femåriga hingstar och ston som äger rum i november på Hippodrome de Vincennes i Paris i Frankrike. Det är ett Grupp 2-lopp, man måste minst ha sprungit in 45 000 euro för att få starta.
Loppet rids över 2700 meter på stora banan på Vincennes, med voltstart. Den samlade prissumman är 120 000 euro, och 54 000 euro i första pris.

## Vinnare
| År   | Häst               | Efter             | Kusk                  | Tränare             | Tid    |
| ---- | ------------------ | ----------------- | --------------------- | ------------------- | ------ |
| 2024 | Jéroboam d'Érable  | Prodigious        | Damien Bonne          | Clément Thomain     | 1'12"9 |
| 2023 | Idéale du Chêne    | Bird Parker       | Paul-Philippe Ploquin | Julien Le Mer       | 1'13"3 |
| 2022 | Hannah             | Vulcain de Vandel | Benjamin Rochard      | Jean Francois Senet | 1'13"4 |
| 2021 | Granvillaise Bleue | Jag de Bellouet   | Camille Levesque      | Pierre Levesque     | 1'13"8 |
| 2020 | Fado du Chêne      | Singalo           | Paul-Philippe Ploquin | Julien Le Mer       | 1'12"5 |
| 2019 | Étoile de Bruyère  | Kénor de Cossé    | Adrien Lamy           | Charles Dreux       | 1'14"2 |
| 2018 | Dryade du Parc     | Ludo de Castelle  | Éric Raffin           | Pierrick Lecellier  | 1'13"2 |
| 2017 | Chablis d'Herfraie | Giant Cat         | David Thomain         | Jean-Pierre Thomain | 1'14"1 |
| 2016 | Bellissima France  | Blue Dream        | Matthieu Abrivard     | Matthieu Abrivard   | 1'14"1 |
| 2015 | Athena de Vandel   | Prince Géde       | Matthieu Abrivard     | Cédric Megissier    | 1'13"0 |
| 2014 | Viva Forest        | Mickael de Vonnas | Franck Nivard         | Fabrice Souloy      | 1'14"0 |
| 2013 | Ulysse             | Love You          | Thomas Levesque       | Mike Lenders        | 1'13"9 |
| 2012 | Tiégo d'Étang      | Chaillot          | Charles Julien Bigeon | Christian Bigeon    | 1'14"5 |